# Matevž Petek
Matevž Petek (ur. 11 grudnia 1983 w Celje) – słoweński snowboardzista, wicemistrz świata.

## Kariera
W zawodach Pucharu Świata zadebiutował 26 października 2002 roku w Berlinie, zajmując 29. miejsce w big air. Pierwsze pucharowe punkty wywalczył 1 grudnia 2002 roku w Laax, gdzie zajął 22. miejsce w halfpipe'ie. Na podium zawodów tego cyklu po raz pierwszy stanął 24 stycznia 2004 roku w Kreischbergu, kończąc rywalizację w big air na trzeciej pozycji. W zawodach tych wyprzedzili go jedynie Kanadyjczyk Neil Connolly i Austriak Hubert Fill. Łącznie osiem razy stawał na podium zawodów PŚ, odnosząc przy tym cztery zwycięstwa: 5 lutego 2005 roku w Winterbergu, 28 stycznia 2006 roku w tej samej miejscowości,  4 lutego 2006 roku w Mediolanie i 11 listopada 2006 roku w Sztokholmie był najlepszy w big air. Najlepsze wyniki osiągnął w sezonie 2002/2003, kiedy to zajął trzynaste miejsce w klasyfikacji generalnej. Ponadto w sezonach 2004/2005 i 2006/2007 zajmował drugie miejsce w klasyfikacji big air, a w sezonach 2005/2006 i 2007/2008 był w tej klasyfikacji trzeci.
Największy sukces w karierze osiągnął w 2005 roku, kiedy na mistrzostwach świata w Whistler wywalczył srebrny medal w big air. Rozdzielił tam na podium Anttiego Auttiego z Finlandii i Andreasa Jakobssona ze Szwecji. Był też między innymi czwarty w tej samej konkurencji podczas mistrzostw świata w Gangwon w 2009 roku. Walkę o brązowy medal przegrał tam z Austriakiem Stefanem Gimplem. Nie startował na igrzyskach olimpijskich. 
W 2003 roku wystąpił na mistrzostwach świata juniorów w Prato Nevoso, gdzie zajął trzynaste miejsce w halfpipe’ie.
Pod koniec 2011 roku zakończył karierę.

## Osiągnięcia

### Mistrzostwa świata
| Miejsce | Dzień       | Rok  | Miejscowość | Konkurencja | Zwycięzca       |
| ------- | ----------- | ---- | ----------- | ----------- | --------------- |
| 31.     | 17 stycznia | 2003 | Kreischberg | Halfpipe    | Markus Keller   |
| 9.      | 18 stycznia | 2003 | Kreischberg | Big Air     | Risto Mattila   |
| 2.      | 21 stycznia | 2005 | Whistler    | Big Air     | Antti Autti     |
| 46.     | 22 stycznia | 2005 | Whistler    | Halfpipe    | Antti Autti     |
| 15.     | 19 stycznia | 2007 | Arosa       | Big Air     | Mathieu Crepel  |
| 15.     | 20 stycznia | 2007 | Arosa       | Halfpipe    | Mathieu Crepel  |
| 4.      | 24 stycznia | 2009 | Gangwon     | Big Air     | Markku Koski    |
| 40.     | 15 stycznia | 2011 | Barcelona   | Big Air     | Petja Piiroinen |
| DNS     | 22 stycznia | 2011 | La Molina   | Slopestyle  | Seppe Smits     |

### Puchar Świata

#### Miejsca w klasyfikacji generalnej
- sezon 2001/2002: -
- sezon 2002/2003: 13.
- sezon 2003/2004: -
- sezon 2004/2005: -
- sezon 2005/2006: 23.
- sezon 2006/2007: 19.
- sezon 2007/2008: 42.
- sezon 2008/2009: 100.
- sezon 2009/2010: 113.
  - AFU[1]
- sezon 2010/2011: 68.
- sezon 2011/2012: 150.

#### Miejsca na podium
1. Kreischberg – 24 stycznia 2004 (big air) - 3. miejsce
2. Kreischberg – 29 stycznia 2005 (big air) - 3. miejsce
3. Winterberg – 5 lutego 2005 (big air) - 1. miejsce
4. Winterberg – 28 stycznia 2006 (big air) - 1. miejsce
5. Mediolan – 4 lutego 2006 (big air) - 1. miejsce
6. Sztokholm – 11 listopada 2006 (big air) - 1. miejsce
7. Sofia – 22 grudnia 2007 (big air) - 3. miejsce
8. Moskwa – 10 lutego 2008 (big air) - 3. miejsce

- W sumie 4 zwycięstwa 4 trzecie miejsca.